# Jan Zimmermann (volley-ball)
Pour les articles homonymes, voir Zimmermann.
Jan Zimmermann (né le 12 février 1993 à Tübingen, en Bade-Wurtemberg) est un joueur allemand de volley-ball. Il mesure 1,90 m et joue passeur.

## Clubs
| Club                     | De        | À         |
| ------------------------ | --------- | --------- |
| VfB Friedrichshafen      | 2013-2014 | 2014-2015 |
| UV Rhein-Main            | 2015-2016 | 2016-2017 |
| Stade poitevin           | 2017-2018 | 2017-2018 |
| SCC Berlin               | 2018-2019 | 2018-2019 |
| VC Greenyard             | 2018-2019 | 2019-2020 |
| Sir Safety Conad Perugia | 2020-2021 | 2020-2021 |
| Kioene Padova            | 2021-2022 | 2021-2022 |
| TS BBTS Bielsko-Biała    | 2022-2023 | 2022-2023 |
| Vero Volley Monza        | 2022-2023 | 2022-2023 |
| Galatasaray HDI Istanbul | 2023-2024 | 2023-2024 |
| Gioiella Prisma Taranto  | 2024-2025 | 2024-2025 |

## Palmarès
- Championnat d'Allemagne
  - Champion : 2015
  - Finaliste : 2014
- Coupe d'Allemagne (2)
  - Vainqueur : 2014, 2015